# Lluites del Professorat No Numerari
Les lluites del Professorat No Numerari foren mobilitzacions que van protagonitzar en la dècada de 1970 els membres d'aquest col·lectiu, aleshores anomenats PNN o penenes. El moviment dels penenes ha estat considerat una de les principals palanques de canvi de la universitat franquista.

## Antecedents
A finals de la dècada de 1960, i en la dècada de 1970 es va fer necessari contractar de manera exponencial nou professorat a les universitats de manera massiva per tal de donar resposta a l'increment de l'alumnat. Els penenes eren professors de l'ensenyament públic mig i superior, però no eren funcionaris i treballaven sota unes condicions de treball de molta precarietat amb salaris considerablement inferiors als dels professors per oposició a la universitat i a l'educació secundària, i representaven entre el 70% i el 80% del personal docent. Per aquest motiu reivindicaven millores en les seves condicions laborals (contracte laboral, estabilitat en el lloc de treball, augment dels salaris, readmissió dels acomiadats), però, essent un moviment polititzat, també exigien una vertadera autonomia universitària, i veu i vot en els claustres de les universitats.

## Elspenenesen el franquisme
Entre 1968 i 1977 el franquisme estava afeblit i sotmès a nombroses contradiccions que aprofitaven els partits polítics que des de la clandestinitat propugnaven un procés de ruptura, i la direcció del moviment havia estat en moviments estudiantils i participava de la dinàmica política, i pertanyia a organitzacions polítiques clandestines amb un paper gairebé hegemònic del PCE i el PSUC, tot i que l'espectre ideològic entre els professors més actius era molt ampli.
En 1972 va tenir lloc la primera assemblea estatal de professors no numeraris a Granada, amb l'assistència de representants de les principals universitats de l'Estat, i en abril de 1973 es convoca una primera vaga. El curs 1974/75, després del tancament de les Universitats de Valladolid, Sevilla i Màlaga, i l'expulsíó de professors no numeraris per motius ideològics a facultats de Barcelona, Madrid i València va tenir lloc la vaga del professorat més llarga que ha viscut mai la universitat espanyola, des del mes de febrer de 1975 fins al final de curs al juny, només uns mesos abans de la mort del dictador Francisco Franco, en la que a Catalunya el comitè dels sis va participar en la negociació amb el llavors director general d'Universitats, Felipe Lucena Conde. A mitjans de maig es va haver d'optar per seguir amb la vaga i no fer exàmens o donar un aprovat general polític donant un 5 a tothom sense fer cap examen, ambdues rebutjades per les autoritats educatives i universitàries, i al final la decisió la va prendre cada docent. La vaga no va tenir conseqüències en les condicions laborals i les mobilitzacions es van repetir el curs 1976/77.

## Final del moviment
Amb la legalització dels partits polítics durant la transició democràtica espanyola, el moviment va perdre força, i després dels intents de reforma de la UCD va acabar amb la Llei de Reforma Universitària del govern del PSOE en 1983, en el qual es van integrar membres del moviment com Narcís Serra, Alfredo Pérez Rubalcaba i Javier Solana, que s'havia compromès en les eleccions generals espanyoles de 1982 a canviar-ho tot sense revolucionar res dins d'un projecte de regeneració de l'Estat i de la societat, i que va significar la funcionarització del professorat que les autoritats sempre havien defensat, prescindint de la contractació i l'adquisició de drets per interinatge i contractacions que reclamaven els PNN.